# Аноте Тонг
Аноте Тонг (кин: 湯安諾; пинјин: Tāng Ānnuò; 11. јун 1952) је биши председник Републике Кирибати. На место председника је ступио 2003. године након што је на изборима тесно поразио свог брата др Херија Тонга. На изборима 2012. године, изабран је за председника по трећи пут. Наследио га је Танети Мамау након избора 2016. године.
Мандат му је обележило склапање дипломатских односа с Тајваном, након чега је дипломатске односе с Кирибатима прекинула НР Кина, те напустила шпијунско-сателитску базу изграђену на острву. У последње време, Тонг изазива пажњу међународне јавности тврдњама како ће због глобалног загревања Кирибати нестати, а све његово становништво постати избеглице.
Родитељи су му били кинески имигранти који су се доселили на Кирибате након Другог светског рата.